# Albert Congy
Albert Félix Congy est un homme politique français né le 24 mai 1857 à Montceaux-lès-Meaux et mort le 5 février 1929 à Sèvres.

## Biographie
Employé de la compagnie parisienne du gaz, il devient ensuite journaliste dans des revues mutualistes. Il est député de la Seine de 1902 à 1906, inscrit au groupe républicain nationaliste.